# Raes Junction
Raes Junction ist eine kleine Siedlung im Clutha District der Region Otago auf der Südinsel von Neuseeland.

## Geographie
Die Siedlung befindet sich rund 50 km nordöstlich von Gore und rund 80 km westlich von Dunedin, an dem Zusammentreffen des New Zealand State Highway 90 mit dem New Zealand State Highway 8 in einem Seitental des Clutha River/Mata-Au. Alexandra im Norden ist rund 59 km entfernt und der nächstgrößere Ort Lawrence befindet sich rund 22 km südöstlich.

## Wirtschaft
Obwohl die Siedlung selbst wenig mehr als eine Landgemeinde ist, erlangt sie durch ihre Rolle als Verkehrsknotenpunkt lokale Bedeutung. Die Siedlung wird lediglich von 5 Familien bewohnt, die auf den Farmen der Gegend arbeiten und das Raes Junction Hotel betreiben.